# Theology and Philosophy of Education (czasopismo)
Theology and Philosophy of Education (skrót: TAPE) – międzynarodowe naukowe czasopismo elektroniczne poświęcone teologii edukacyjnej i filozofii edukacji. Czasopismo wydawane jest przez Sekcję Pedagogiczną Czeskiej Akademii Chrześcijańskiej i ukazuje się dwa razy w roku (półrocznik). Czasopismo zostało założone 20 stycznia 2022 roku, a pierwszy numer ukazał się 25 maja 2022 roku.
TAPE promuje: (1) dzielenie się wiedzą i doświadczeniami z pogranicza filozofii, teologii i edukacji (pedagogiki), (2) poszukiwanie wzajemnych powiązań i możliwości współpracy, (3) otwieranie nowych horyzontów myśli przez dyskutowanie idei zarówno dopełniających, jak i przeciwstawnych oraz (4) odkrywanie możliwych dróg rozwiązania współczesnych problemów egzystencjalnych.
TAPE jest czasopismem o otwartym dostępie (OA, ścieżka diamentowa/platynowa). Wszystkie artykuły przesyłane podlegają podwójnie ślepej recenzji przez niezależnych recenzentów, z których co najmniej jeden jest zewnętrzny. Wszyscy redaktorzy i recenzenci przestrzegają wytycznych Committee of Publication Ethics (COPE) dotyczących najlepszych praktyk w zakresie etyki publikacyjnej. Za opublikowanie artykułu redakcja nie pobiera od autorów opłat. Artykuły są wydawane w formie elektronicznej na licencji CC BY-NC-SA 4.0.

## Notowane w bazach danych
Czasopismo TAPE posiada własny numer ISSN i jest wpisane do międzynarodowej bazy czasopism teologicznych, do bazy czasopism online Europy Środkowej i Wschodniej CEEOL do bazy OpenArchives, do bazy BASE, do bazy WorldCat, DOAJ, Zenodo, PhilPapers, Internet Archive, Sherpa Services, EuroPub, Sudoc, oraz Index Copernicus International (ICI).